# Colin Winski
Colin Winski (* 13. Januar 1957 in Hollywood, Kalifornien; † 18. März 2007 Phoenix, Arizona) war ein US-amerikanischer Rockabilly-Sänger.

## Leben
Winski wurde 1957 in Hollywood geboren und wuchs in Venice (Los Angeles) auf. Er absolvierte die Chatsworth High School in San Fernando Valley.
1973 lernte Winski auf einem Elvis Konzert Ronnie Weiser, Besitzer des Rollin’ Rock Label kennen. Neben seinem Schulfreund Jerry Sikorski und Billy Zoom, dem späteren Gitarristen der Band X wurde Winski Gitarrist und Sänger in Ray Campis Band Ray Campi and His Rockabilly Rebels. Mit der Band nahm Winski zwei LPs auf und spielte in den Musikfilmen Blue Suede Shoes, Rebel Beat – The Story of LA Rockabilly sowie dem Spielfilm Teenage Cruisers von Johnny Legend. Das knarzende Geräusch bei dem Titel Squeaky Shoes erzeugte Winski mit Gene Vincents Lederjacke, einem persönlichen Geschenk von Gene an Weiser.
Mit Jerry Sikorski, Steve Clark, Richard Levinson und Ken Jacobs gründete Winski 1980 die Band The Rebels. Die Band trat im Vorprogramm für Tom Petty, The Clash und Judas Priest auf. Das Album Rock Therapy entstand mit wechselnden Musikern.
Nach einigen Drogenerfahrungen und depressiven Anfällen zog Colin 1985 mit seiner Familie nach Phoenix (Arizona) und arbeitete als Bauarbeiter und für eine Sicherheitsfirma im Biltmore Hotel.
1993 nahm er mit Helldorado ein neues Album mit einigen selbstgeschriebenen Titeln und Coverversionen auf. Als Band agierten hier der Schlagzeuger Brian Fahey, Bruce Hamblin am Kontrabass und Pat Moore an der Gitarre. Das Album beinhaltet neben einigen Coverversionen von Tommy Blake, Sonny Burgess und Jackie Lee Cochran auch Eigenkompositionen.
Winski, der an Agoraphobie und Panikattacken litt, verstarb am 18. März 2007 in seinem Haus in Phoenix.

## Diskografie

### Singles
- 1978: Squeaky Shoes / Red Hot Mama / Honey Roll

### Alben
- 1977: Born to Rock (Ray Campi and His Rockabilly Rebels)
- 1979: Wildcat Shakeout (Ray Campi and His Rockabilly Rebels)
- 1980: Rock Therapy
- 1993: Helldorado (Colin Winski and His Helldorado Band)